# Axel Picazo
Axel Picazo (Ciudad de México, México; 5 de abril de 2001) es un futbolista mexicano-estadounidense. Juega de centrocampista y su equipo actual es el Huntsville City de la MLS Next Pro estadounidense. Nacido en México, Picazo fue internacional juvenil por Estados Unidos.

## Trayectoria
Picazo comenzó su carrera en 2019 en el Bethlehem Steel FC de la USL, como jugador canterano del Philadelphia Union.
En marzo de 2020, Picazo firmó en el LA Galaxy II.

## Selección nacional
Fue internacional juvenil por Estados Unidos.

## Estadísticas
Actualizado al último partido disputado el 24 de septiembre de 2023.
| Club                                | Div.          | Temporada     | Liga  | Liga  | Copas nacionales | Copas nacionales | Copas internacionales | Copas internacionales | Total | Total |
| Club                                | Div.          | Temporada     | Part. | Goles | Part.            | Goles            | Part.                 | Goles                 | Part. | Goles |
| ----------------------------------- | ------------- | ------------- | ----- | ----- | ---------------- | ---------------- | --------------------- | --------------------- | ----- | ----- |
| Philadelphia Union 2 Estados Unidos | 2.ª           | 2019          | 19    | 1     | —                | —                | —                     | —                     | 19    | 1     |
| Philadelphia Union 2 Estados Unidos | 2.ª           | 2020          | 16    | 2     | —                | —                | —                     | —                     | 16    | 2     |
| Philadelphia Union 2 Estados Unidos | Total club    | Total club    | 35    | 3     | 0                | 0                | 0                     | 0                     | 35    | 3     |
| LA Galaxy II Estados Unidos         | 2.ª           | 2021          | 21    | 1     | —                | —                | —                     | —                     | 21    | 1     |
| LA Galaxy II Estados Unidos         | 2.ª           | 2022          | 23    | 0     | —                | —                | —                     | —                     | 23    | 0     |
| LA Galaxy II Estados Unidos         | 3.ª           | 2023          | 27    | 4     | —                | —                | —                     | —                     | 27    | 4     |
| LA Galaxy II Estados Unidos         | Total club    | Total club    | 71    | 5     | 0                | 0                | 0                     | 0                     | 71    | 5     |
| Total carrera                       | Total carrera | Total carrera | 106   | 8     | 0                | 0                | 0                     | 0                     | 106   | 8     |